# Polycyrtus trochanteratus
Polycyrtus trochanteratus là một loài tò vò trong họ Ichneumonidae.